# Weilharts- und Lachforst

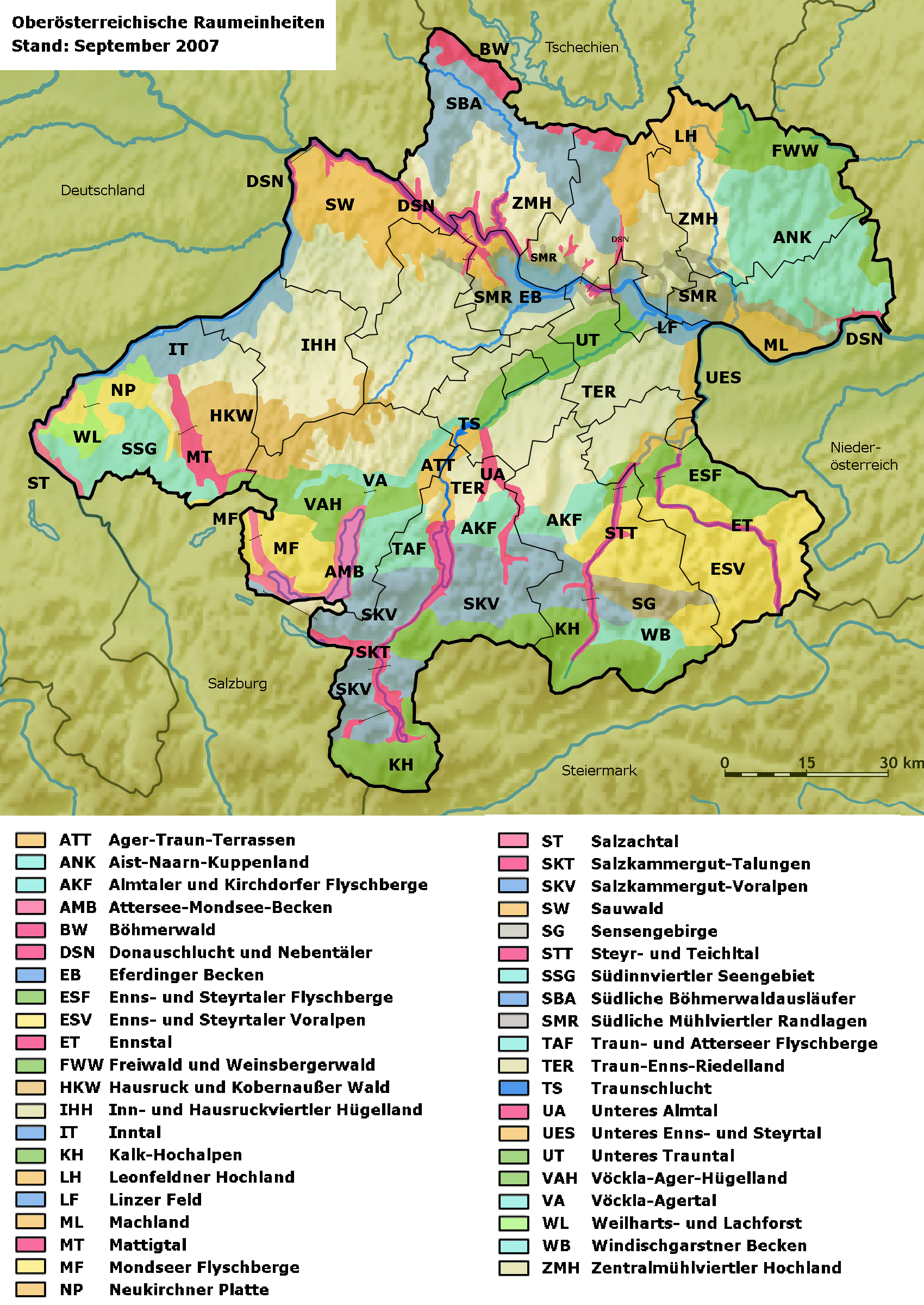
Alle OÖ Raumeinheiten

Der Weilharts- und Lachforst ist eine von 41 Oberösterreichischen Raumeinheiten und liegt im Innviertel.

## Lage
Die Raumeinheit liegt ausschließlich im Bezirk Braunau am Inn.
Die Fläche des Weilharts- und Lachforsts beträgt 104,71 km². Der tiefste Bereich liegt bei rund 380 m ü. A. bei Ranshofen. Der höchste Bereich des Gebiets sind die Hügel im oberen Weilhartsforst mit rund 500 m ü. A.
Folgende Gemeindegebiete haben einen hohen Anteil am Weilharts- und Lachforst (alphabetisch geordnet): St. Radegund, Hochburg-Ach, Geretsberg und Überackern.
Die Raumeinheit ist von folgenden OÖ Raumeinheiten umgeben (Im Uhrzeigersinn, beginnend im Norden):
Inntal, Inn- und Hausruckviertler Hügelland, Neukirchner Platte, Südinnviertler Seengebiet und Salzachtal.
Die Raumeinheit Neukirchner Platte teilt den Weilharts- und Lachforst in zwei unabhängige Teile.

## Charakteristik
- Sowohl ebene, als auch hügelige Landschaft zwischen 400 und 500 Metern Seehöhe.
- Der Untergrund des oberen Weilhartforsts ist Moränenschotter, die nördlichen Teile der Raumeinheit liegen auf Terrassen. Gemeinsam ist der stark versauerte Boden.
- Das Waldgebiet besteht fast ausschließlich aus Fichtenwäldern und ist nicht naturnah. Kleinräumig existiert ein Mischwald, eher unbedeutend. Es gibt die Tendenz zu mehr naturnaher Bewirtschaftung, daher werden Neubepflanzungen mit Buchen oder anderen Laubbäumen gemacht. Das Waldgebiet und das Umland sind scharf voneinander getrennt.
- Es existieren kleinere Fettwiesen und natürliche Kleinseen und Weiher (z. B.: Huckinger Seen). In diesem Stillgewässern finden sich seltene Wasserpflanzen und interessante Amphibienvorkommen. Vereinzelt gibt es Niedermoore.
- Außer der Enknach im Lachforst gibt es keine weiteren Fließgewässer.
- Rohstoffgewinnung durch Schottergruben und Erdgaslagerstätten.
- Wichtige, überregionale Straßen führen durch die Raumeinheit. Auch zahlreiche Forststraßen durchschneiden das Gebiet.
- Eine große Industriefläche (Austria Metall) liegt im Lachforst.